# Grant Heslov
Grant Heslov, född 15 maj 1963 i Los Angeles i Kalifornien, är en amerikansk skådespelare, filmproducent, manusförfattare och regissör, känd för att producerat filmen Argo år 2012, för vilken han som medproducent fick en Oscar för bästa film år 2013.

## Filmografi
| År   | Titel                              | Regissör | Producent | Manusförfattare | Skådespelare | Roll                           | Noter |
| ---- | ---------------------------------- | -------- | --------- | --------------- | ------------ | ------------------------------ | --- |
| 1985 | Natty Gann och varghunden          |          |           |                 | No           | Parkers gäng                   | |
| 1985 | Ondskans terror                    |          |           |                 | No           | Joe Gonzales                   | |
| 1986 | Legal Eagles - En tavla för mycket |          |           |                 | No           | Usher                          | |
| 1988 | Sunset                             |          |           |                 | No           | Car Attendant                  | |
| 1988 | Nu är det kört                     |          |           |                 | No           | Karl                           | |
| 1989 | Dangerous Curves                   |          |           |                 | No           | Wally Wilder                   | |
| 1989 | Högt spel                          |          |           |                 | No           | Nevil                          | |
| 1990 | Vital Signs                        |          |           |                 | No           | Rick                           | |
| 1994 | True Lies                          |          |           |                 | No           | Faisal                         | |
| 1995 | Congo                              |          |           |                 | No           | Richard                        | |
| 1996 | Black Sheep                        |          |           |                 | No           | Robbie Mieghem                 | |
| 1996 | The Birdcage - Lånta fjädrar       |          |           |                 | No           | National Enquirer Photographer | |
| 1997 | Dante's Peak                       |          |           |                 | No           | Greg                           | |
| 1998 | Enemy of the State                 |          |           |                 | No           | Lenny                          | |
| 1998 | Waiting for Woody                  | No       |           | No              | No           | Josh Silver                    | |
| 2002 | The Scorpion King                  |          |           |                 | No           | Arpid                          | |
| 2005 | Good Night, and Good Luck.         |          | No        | No              | No           | Don Hewitt                     | Nominerad—Oscar för bästa originalmanus Nominerad—Oscar för bästa film Nominerad—Golden Globe Award for Best Screenplay Nominerad—Golden Globe Award för bästa film - drama |
| 2008 | I spel och kärlek...               |          | No        |                 | No           | Saul Keller                    | |
| 2009 | The Men Who Stare at Goats         | No       | No        |                 |              |                                | |
| 2010 | The American                       |          | No        |                 |              |                                | |
| 2011 | Maktens män                        |          | No        | No              |              |                                | Nominerad—Oscar för bästa manus efter förlaga Nominerad—AACTA International Award for Best Screenplay Nominerad—Golden Globe Award for Best Screenplay |
| 2012 | Lost Angeles                       |          |           |                 | No           | Filmproducent                  | |
| 2012 | Martin Scorsese Eats a Cookie      |          | No        |                 |              |                                | Kortfilm regisserad av George Clooney |
| 2012 | Argo                               |          | No        |                 |              |                                | Oscar för bästa film BAFTA Award för Bästa film Broadcast Film Critics Association Award for Best Film César Award for Best Foreign Film Golden Globe Award för bästa film - drama Producers Guild of America Award for Best Theatrical Motion Picture Nominerad—AACTA International Award for Best Film Nominerad—Satellite Award for Best Film |
| 2013 | En familj – August: Osage County   |          | No        |                 |              |                                | |
| 2014 | The Monuments Men                  |          | No        | No              | No           | Battlefield Doctor             | |